# Gradle
Gradle je nástroj pro automatizaci sestavování programu vzniklý původně pro prostředí Javy a stavící na zkušenostech s nástroji Apache Ant a Apache Maven a na programovacím jazyku Groovy. Jedná se o nástroj multiplatformní používající licenci Apache, tedy svobodný.